# Leptodesmus flagellatus
Leptodesmus flagellatus är en mångfotingart som beskrevs av Demange 1985. Leptodesmus flagellatus ingår i släktet Leptodesmus och familjen Chelodesmidae. Inga underarter finns listade i Catalogue of Life.